# Palais Ritz

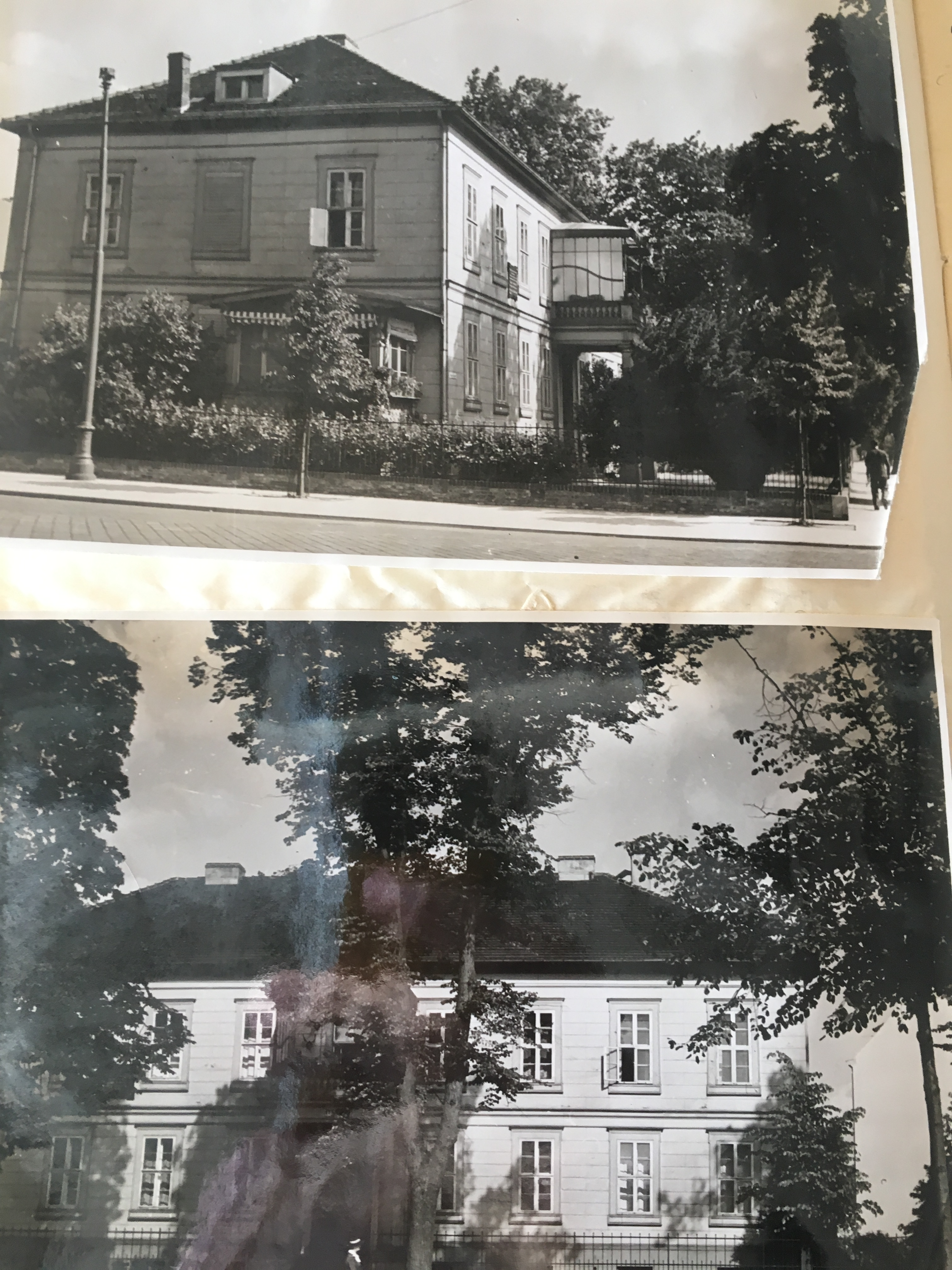
Südansicht mit Veranda, Ostansicht mit Gedenktafel und Jugendstildach

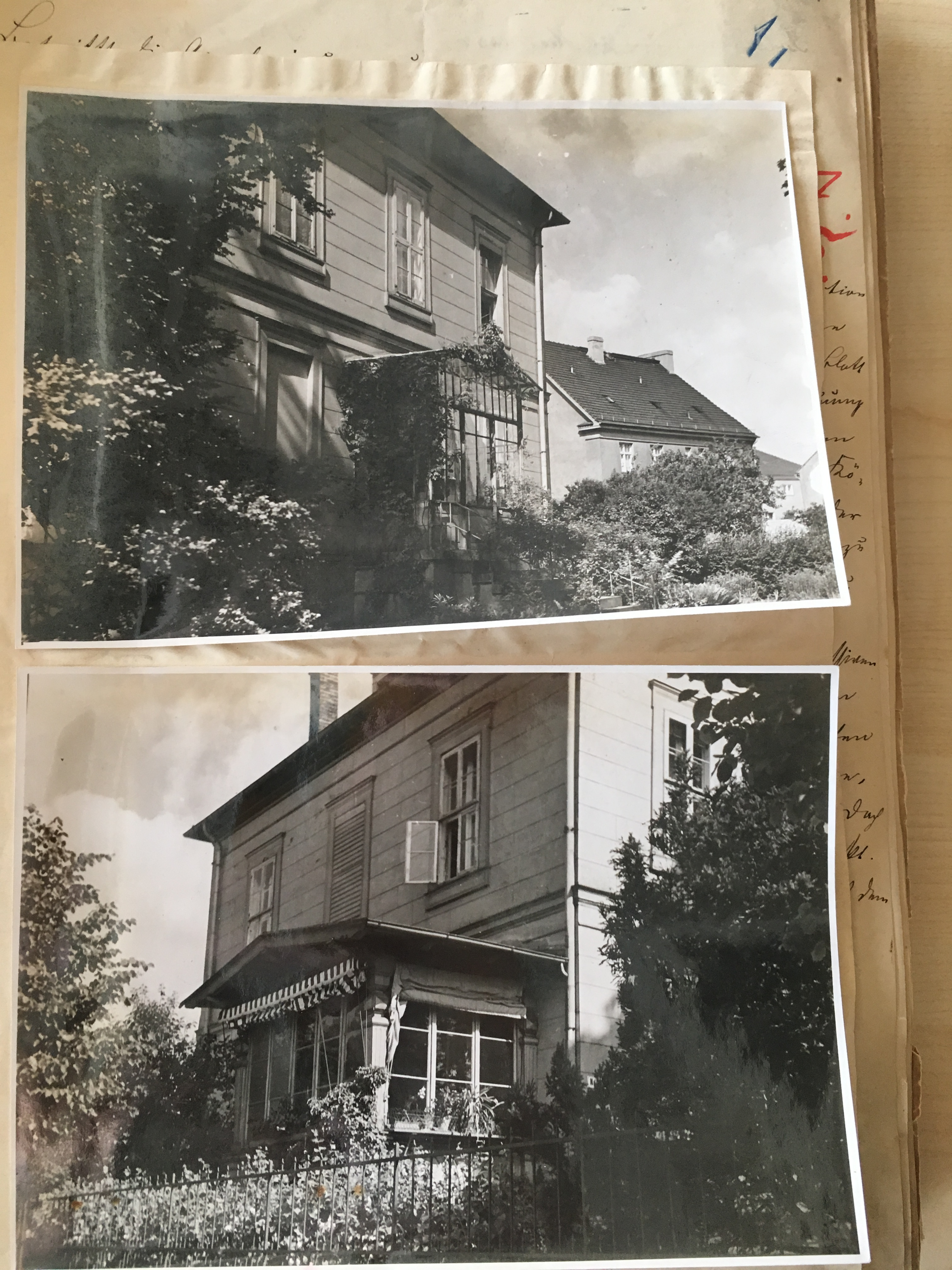
Nordansicht mit Veranda und Gartentreppe, Südansicht mit Veranda

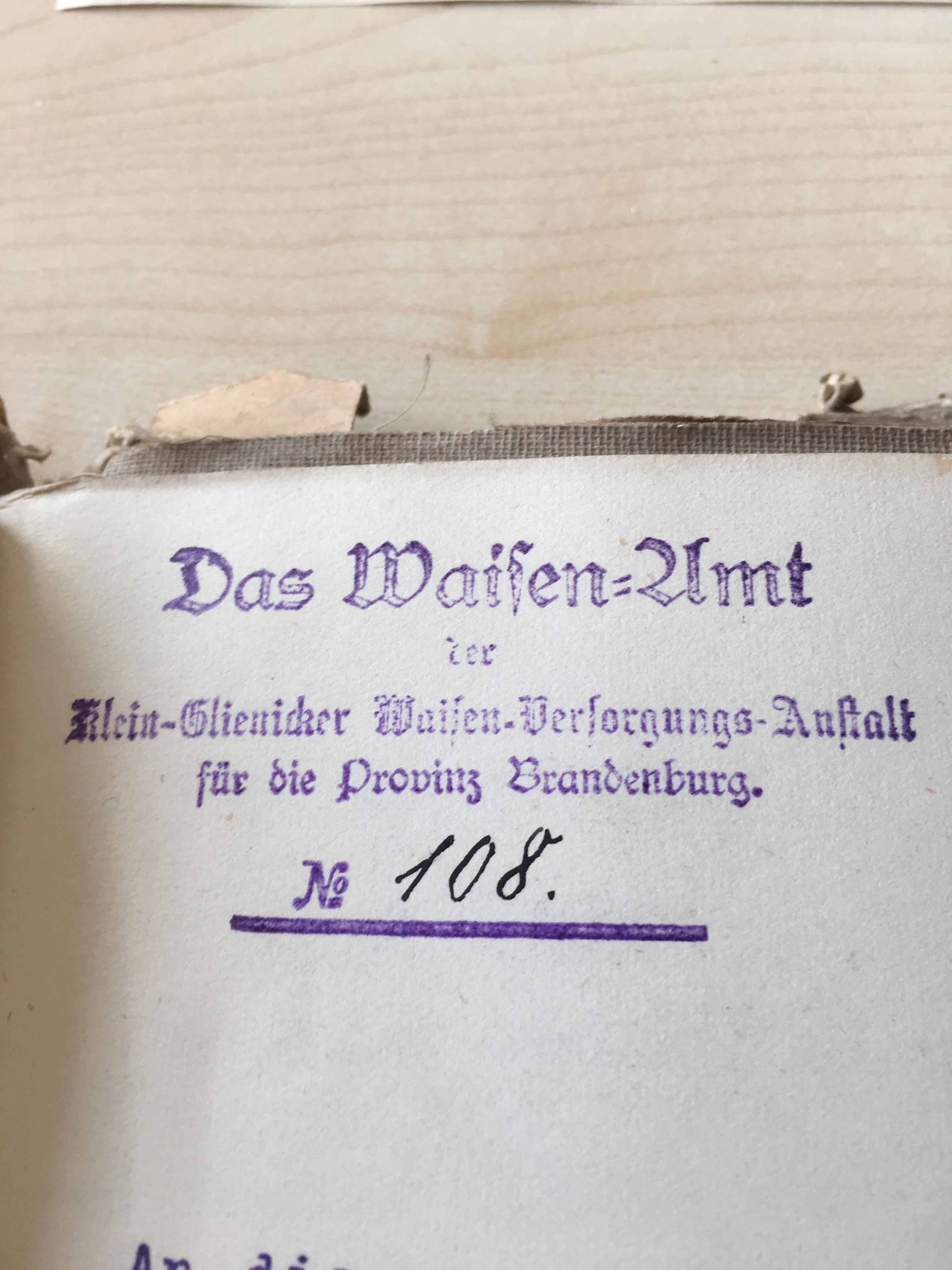
Briefkopf des Waisenamtes

Das Palais Ritz ist ein spätklassizistischer, zweigeschossiger Putzbau in Potsdam aus der ersten Hälfte des 19. Jahrhunderts. Der Architekt ist unbekannt.

## Entstehungsgeschichte
Das Palais wurde 1832 als Wohnhaus am Eingang des ehemaligen Mangerschen Gartens errichtet und liegt im vormaligen Garten der Villa Ritz des Gärtners Johann Heinrich Ritz (Berliner Straße Nr. 136). Zu erkennen ist dies heute noch am Zaun, der sich auch als Einfriedung der Villa Ritz wiederfindet. Bauherr war der Zimmermeister Craatz.
Vom Beginn der 1840er Jahre bis zum Ende des 19. Jahrhunderts bestand eine Nutzung als Wohnheim für Kinder.
Bei der Umnutzung zum Wohnhaus kam es zum Anbau von Veranden im Norden und Süden sowie zum Anbau des mittleren Balkons mit Überdachung in der Art des Jugendstils.
In den 1930er Jahren sollte das Haus saniert werden, wofür der Stiftung Wilhelm von Türks nicht genügend Mittel zur Verfügung standen. Der städtische Zuschuss zur Sanierung wurde davon abhängig gemacht, alle späteren Anbauten wieder zu entfernen, dies erzeugte wiederum zusätzliche Kosten, die die gemeinnützige Stiftung von Türks nicht tragen konnte.
Am Haus befand sich außerdem eine gusseiserne Gedenkplakette für den Kulturschaffenden Louis Schneider. Diese wurde am 4. August 1939 durch Muschelkalk ersetzt.
Wortlaut der Gedenktafel:
„In diesem Haus lebte und starb/ Louis Schneider/ 1805–1878 / Hochverdient um Potsdams Geschichte/ Preußens Soldatenfreund.“

## Lage
Das Palais Ritz befindet sich in der Berliner Str. 139, zuvor Stalinallee 113 und vor 1945 Neue Königstr. 113. Er befand sich zur Zeit seiner Errichtung in einer ländlich geprägten Umgebung mit großen Gärten am Rand der Berliner Vorstadt. Das Grundstück erstreckte sich ursprünglich bis zur Gutenbergstraße und wurde im Rahmen der Errichtung der Humboldtbrücke verkleinert. Heute liegt es an der Kreuzung zwischen Nutheschnellstraße/Berliner Straße und Behlertstr., prominent an einer der meistbefahrenen Straßen Potsdams.

## Baubeschreibung
Das Palais Ritz ist ein spätklassizistischer zweigeschossiger und siebenachsiger Bau, hat ein niedriges Sockelgeschoss und wird von einem Walmdach bekrönt. Die Fassaden sind streng symmetrisch, einziger Akzent ist der große von Säulen getragene Balkon zur Berliner Str.
Nur die Schaufassaden zu den Straßen besitzen Faschen; auf der Gartenseite wurde darauf verzichtet. Der Putz weist eine Gliederung auf, die eine Mauerung aus großen Sandsteinen imitiert.
Der Balkon weist zwei kräftige freistehende ionische Säulen mit einer Balustrade aus Sandstein auf.
Die Eingangstür wird von einer sich nach oben verjüngenden Fasche gerahmt.

## Nutzung
Ursprünglich als Wohnhaus für den Zimmermeister Craatz errichtet, diente es zur Unterbringung von Waisenknaben des Civilwaisenhauses Potsdam.
Die von der Stiftung Wilhelm von Türk nutzte das Palais zur Unterbringung für die Eleven der „Erziehungsanstalt für verwahrloste Knaben“.
Spätestens seit 1880, befand sich das Haus im Besitz des Waisen-Amts der klein Glienicker-Versorgungs-Anstalt für die Provinz Brandenburg, diese war eine Stiftung Wilhelm von Türks. Das Waisenamt nutzte das Gebäude um zu einem Wohnhaus.
Das Haus wurde bis zum Ende des Zweiten Weltkrieges durchgehend als Wohnhaus genutzt.
So wohnte in diesem Haus die Witwe des Generalmajors Weste, die nach dem Ersten Weltkrieg im Zuge des Südtirolabkommens mit Italien „Heim ins Reich“ kehrte.
In der DDR-Zeit diente es als Ärztewohnheim für das benachbarte Bezirkskrankenhaus Potsdam.
Bekannt wurde das Gebäude durch Pläne während der Hochphase der Flüchtlingskrise, es als Flüchtlingsunterkunft zu nutzen. Diese Pläne wurden mangels Interesse der Stadt Potsdam aufgegeben. Der Investor hatte sich finanziell übernommen und längerer Leerstand folgte.
Die Sanierung und der Umbau zu einem Ärztehaus finden momentan statt. Dabei wird das Architekturprogramm von Graft Gesellschaft von Architekten durchgeführt und eine Dependance von KU64 Die Zahnspezialisten in Berlin entstehen, außerdem eine Apotheke und die Kardiologie von Stefan Becker.